# Altenmoor
Altenmoor est une commune allemande du Schleswig-Holstein, située dans l'arrondissement de Steinburg (Kreis Steinburg), à six kilomètres à l'ouest de la ville d'Elmshorn. Altenmoor est l'une des douze communes de l'Amt Horst-Herzhorn dont le siège est à Horst (Holstein).